# سن-ماژوریک-دو-گرانتهام، کبک
سَن-ماژُریک-دو-گرانتهام (به فرانسوی: Saint-Majorique-de-Grantham) قصبه‌ای در منطقه شهری درومون ناحیه سانتر-دو-کبک در استان کبک کانادا است. در سرشماری سال ۲۰۱۱ این قصبه ۱٬۰۵۲ نفر جمعیت داشته‌است و مساحت آن ۵۷٫۲۶ کیلومتر مربع است.